# Andreas Nauck
Andreas Nauck (Naucke) (zm. 18 lutego 1567), patrycjusz świdnicki, rajca, burmistrz miasta kadencji 1562/1563.
Był żonaty z Ludmillą z domu Pförtner (zm. 23 maja 1584). Ich wspólne epitafium znajduje się w kościele św. Stanisława i Wacława (Kaplica Krawców).